# 安中榛名車站
安中榛名車站（日语：／ Annaka-haruna eki */?）是一個位於日本群馬縣安中市東上秋間，由東日本旅客鐵道（JR東日本）所經營的鐵路車站。安中榛名是北陸新幹線沿線的車站之一，是一個新幹線專用站，站名源自於所在地的安中市與鄰近地區的榛名町（已併入高崎市），但在實際上，由於在群馬縣道48號下仁田安中倉溯線沿線的安榛隧道通車之前，車站與榛名町之間並沒有直接的接通管道聯繫，因此對榛名地區的運輸服務價值並不高。
安中榛名車站位於山區，在設站之前周遭地區的人口密度並不高，因此車站啟用之初附近是一片荒涼，再加上停靠的列車班次稀少，一度曾是新幹線車站中極為少見的秘境車站。但近年來周遭地區的開發程度逐漸提升，停靠班次與車站利用率也隨之增加。

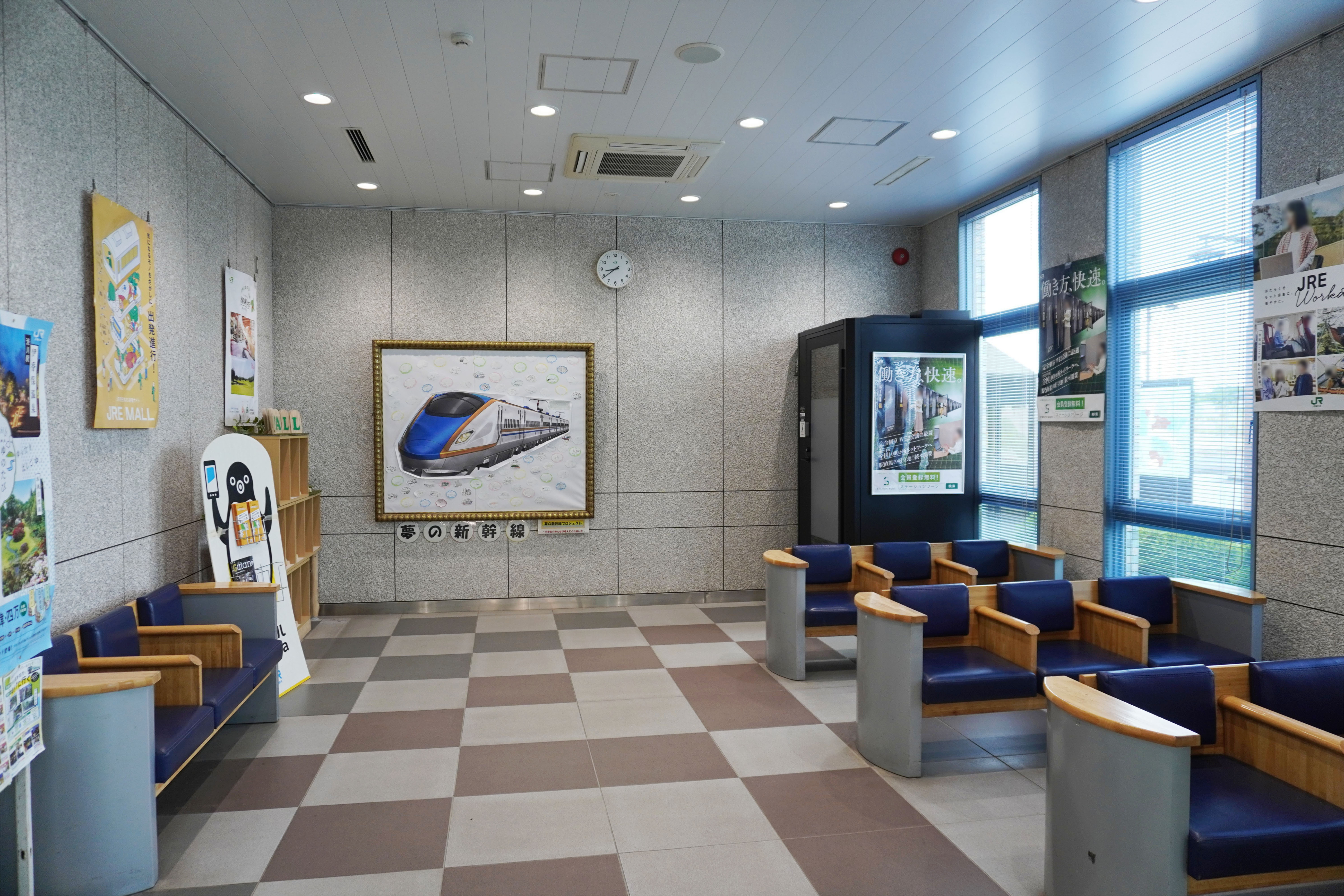
候車室(2023年5月)

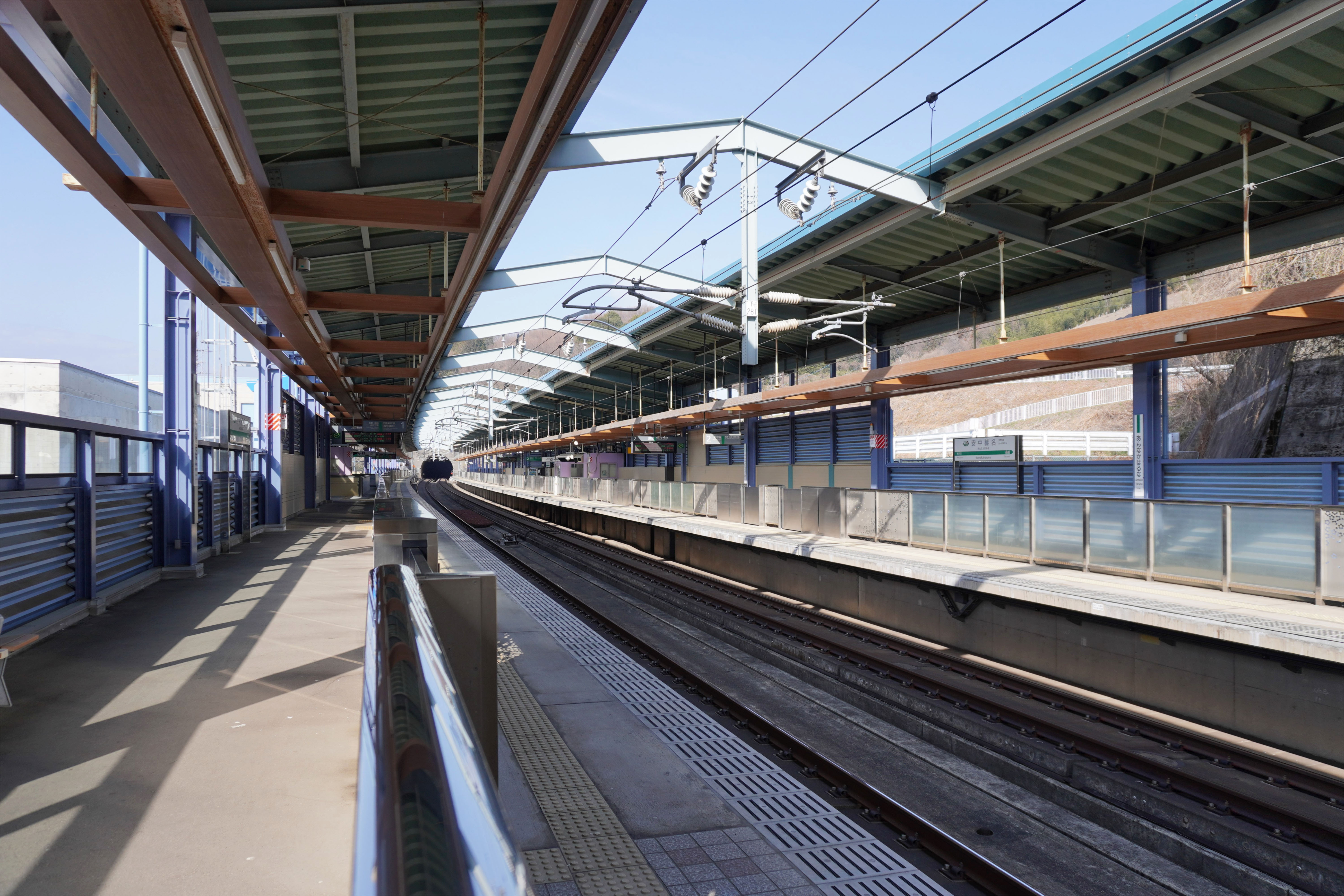
月台(2024年3月)

## 車站結構

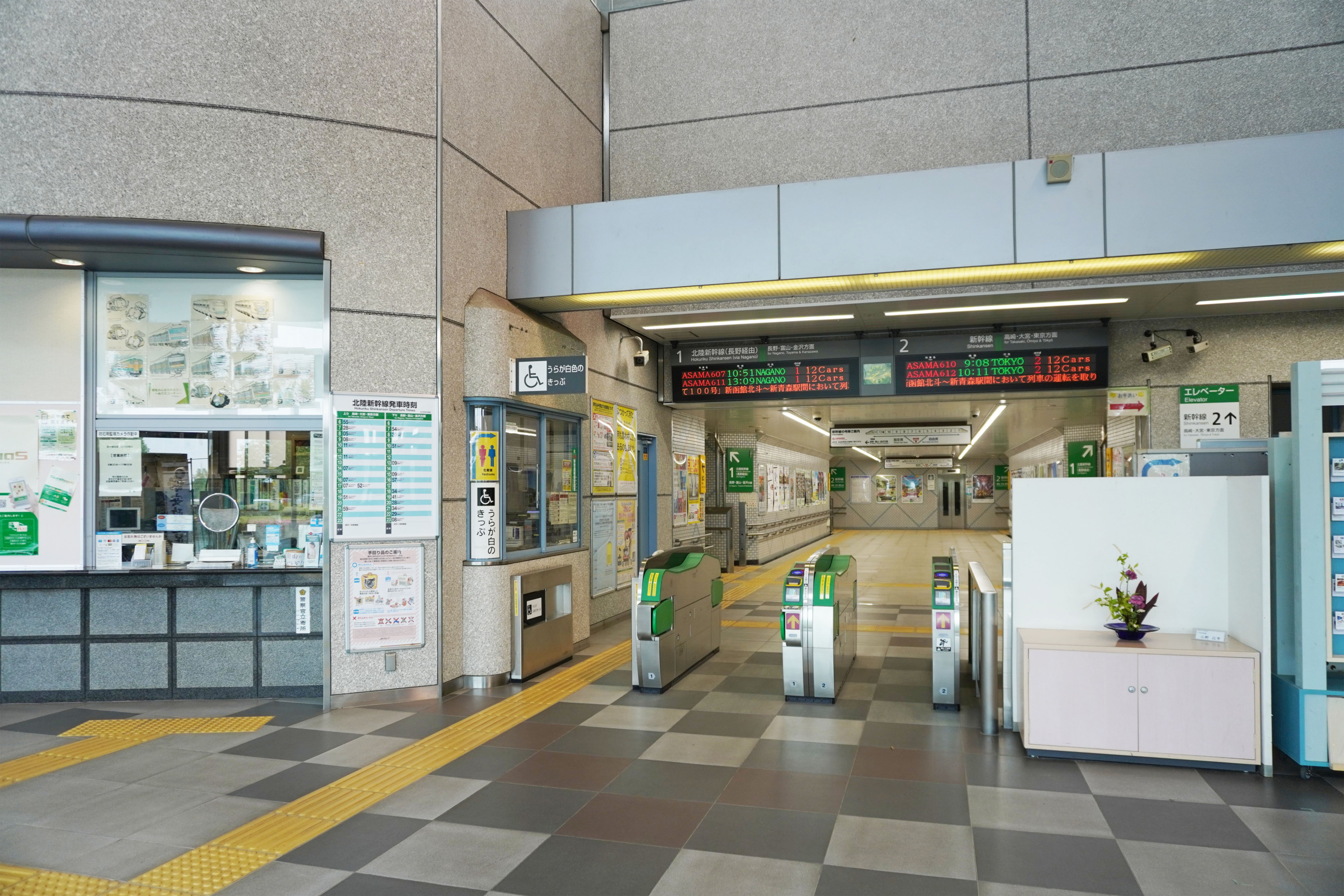
檢票口(2023年5月)

對向式月台2面2線的地面車站。由於不設待避線，因此設有月台閘門。

### 月台配置
| 月台 | 路線                   | 方向 | 目的地               |
| ---- | ---------------------- | ---- | -------------------- |
| 1    | 北陸新幹線（途經長野） | 下行 | 長野、富山、金澤方向 |
| 2    | 北陸新幹線（途經長野） | 上行 | 高崎、大宮、東京方向 |

## 相鄰車站
東日本旅客鐵道
北陸新幹線
高崎－安中榛名－輕井澤

## 外部連結
- （日語）安中榛名車站（JR東日本）（页面存档备份，存于）

36°21′45″N 138°50′58″E / 36.36250°N 138.84944°E